# Villas (Florida)
Villas ist ein census-designated place (CDP) im Lee County im US-Bundesstaat Florida. Das U.S. Census Bureau hat bei der Volkszählung 2020 eine Einwohnerzahl von 12.687 ermittelt.

## Geographie
Villas liegt rund 1 km südlich von Fort Myers und wird vom Tamiami Trail (U.S. 41/SR 867) durchquert. Tampa liegt etwa 200 km und Miami 220 km entfernt.

## Demographische Daten
Laut der Volkszählung 2010 verteilten sich die damaligen 11.569 Einwohner auf 7.922 Haushalte. Die Bevölkerungsdichte lag bei 956,1 Einw./km². 88,1 % der Bevölkerung bezeichneten sich als Weiße, 4,2 % als Afroamerikaner, 0,2 % als Indianer und 1,5 % als Asian Americans. 4,0 % gaben die Angehörigkeit zu einer anderen Ethnie und 2,1 % zu mehreren Ethnien an. 13,1 % der Bevölkerung bestand aus Hispanics oder Latinos.
Im Jahr 2010 lebten in 16,0 % aller Haushalte Kinder unter 18 Jahren sowie 40,3 % aller Haushalte Personen mit mindestens 65 Jahren. 48,2 % der Haushalte waren Familienhaushalte (bestehend aus verheirateten Paaren mit oder ohne Nachkommen bzw. einem Elternteil mit Nachkomme). Die durchschnittliche Größe eines Haushalts lag bei 1,92 Personen und die durchschnittliche Familiengröße bei 2,58 Personen.
15,4 % der Bevölkerung waren jünger als 20 Jahre, 24,2 % waren 20 bis 39 Jahre alt, 24,9 % waren 40 bis 59 Jahre alt und 35,6 % waren mindestens 60 Jahre alt. Das mittlere Alter betrug 49 Jahre. 46,7 % der Bevölkerung waren männlich und 53,3 % weiblich.
Das durchschnittliche Jahreseinkommen lag bei 46.379 $, dabei lebten 10,3 % der Bevölkerung unter der Armutsgrenze.
Im Jahr 2000 war Englisch die Muttersprache von 92,92 % der Bevölkerung, spanisch sprachen 4,63 % und 2,45 % hatten eine andere Muttersprache.